# Vejdovskya
Vejdovskya är ett släkte av plattmaskar. Enligt Catalogue of Life ingår Vejdovskya i familjen Graffillidae, men enligt Dyntaxa är tillhörigheten istället familjen Provorticidae.
Kladogram enligt Catalogue of Life och Dyntaxa:
| Vejdovskya | \| \| Vejdovskya halileimonia \| \| \| \| \| \| Vejdovskya helictos \| \| \| \| \| \| Vejdovskya ignava \| \| \| \| \| \| Vejdovskya pellucida \| \| \| \| \| \| Vejdovskya simrisiensis \| \| \| \| |
|            | \| \| Vejdovskya halileimonia \| \| \| \| \| \| Vejdovskya helictos \| \| \| \| \| \| Vejdovskya ignava \| \| \| \| \| \| Vejdovskya pellucida \| \| \| \| \| \| Vejdovskya simrisiensis \| \| \| \| |
|            | Breslauilla |
|            | |
|            | Bresslauilla |
|            | |
|            | Graffilla |
|            | |
|            | Paravortex |
|            | |
|            | Pseudograffilla |
|            | |
|            | Vejdovskya halileimonia |
|            | |
|            | Vejdovskya helictos |
|            | |
|            | Vejdovskya ignava |
|            | |
|            | Vejdovskya pellucida |
|            | |
|            | Vejdovskya simrisiensis |
|            | |

|  | Vejdovskya halileimonia |
|  |                         |
|  | Vejdovskya helictos     |
|  |                         |
|  | Vejdovskya ignava       |
|  |                         |
|  | Vejdovskya pellucida    |
|  |                         |
|  | Vejdovskya simrisiensis |
|  |                         |